# Bélapátfalvai kistérség
A Bélapátfalvai kistérség egy kistérség volt Heves megyében Bélapátfalva központtal. Helyét a Bélapátfalvai járás vette át 2013. január 1.-től.

## Települései
| Balaton    | Bátor        | Bekölce      | Bélapátfalva | Bükkszentmárton |
| Egerbocs   | Egercsehi    | Hevesaranyos | Mikófalva    | Mónosbél        |
| Nagyvisnyó | Szilvásvárad | Szúcs        |              |                 |